# 勞加湖
勞加湖是愛沙尼亞的湖泊，位於卡爾斯納湖東南0.5公里，由沃魯縣負責管轄，長0.5公里、寬0.5公里，面積0.14平方公里，海拔高度75米，平均水深2.3米，最大水深6米。